# Tayyab Aslam
Tayyab Aslam , né le 9 août 1996 à Lahore, est un joueur professionnel de squash représentant le Pakistan. Il atteint en janvier 2021 la 41e place mondiale sur le circuit international, son meilleur classement.

## Biographie
En 2019, il participe aux championnats du monde, s'inclinant au premier tour. En août 2019 il intègre pour la première fois le top 50.

## Palmarès

### Titres
- Championnats d'Asie par équipes : 2016